# Miljenko Horvat
Miljenko Horvat, né le 22 mars 1935 à Varaždin et décédé à Zagreb en 2012, est un peintre et écrivain croate établi au Québec,.

## Biographie
Miljenko Horvat est un peintre et écrivain né à Varazdin, en Yougoslavie (actuellement en Croatie). En 1962, il obtient un diplôme en architecture et quitte sa ville natale pour aller s'installer à Paris. Il y fait une maîtrise en arts plastiques, puis il s'installe à Montréal en 1966,.
Ses œuvres, spontanées, s'inspirent surtout de l’expressionnisme abstrait, et font également partie de plusieurs collections comme celle du Musée des Beaux-Arts et du Musée d'Art Contemporain à Montréal, le Musée national des beaux-arts du Québec, le Stedelijk Musée d'Amsterdam et la collection Air Canada de Téléglobe Canada,.
Il a principalement été influencé par les travaux de Josip Vanista et du groupe Gorgona. À Zagreb, il a d'ailleurs participé aux expositions du groupe d'artistes Gorgona, dont il est devenu le plus jeune membre,,. Sa première exposition solo a lieu à Zagreb en 1961.

## Œuvres
Collaborations
- Calcaires, par Alexis Lefrançois, Montréal, Éditions du Noroît, 1971, 69 p.
- Mais en d'autres frontières, déjà..., par Ivan Steenhout, Montréal, Éditions du Noroît, 1976, 33 p.
- Noir sur blanc, avec la collaboration de Ivan Steenhout, Montréal, Ministère des affaires culturelles, Musée d'art contemporain, 1980, 34 p.  (ISBN 2551040817).
- À perte de vue, avec la collaboration de Ivan Steenhout, Montréal, Éditions du Noroît, coll. « Cœur dans l'aile », 1984, 124 p.  (ISBN 2890181081).
- Comme tournant la page, par Alexis Lefrançois, Montréal, Éditions du Noroît, 1984, 2 vol.  (ISBN 2890181006 et 2890181014).